# 經期性行為
經期性行為是指男女之間，在女性月經期間進行性行為，古代稱為「碧血洗銀槍」。

## 傳統禁忌
古時世界大部分地區的民眾都視「經期性行為」為禁忌。
由於經血是從女性私處流出，加上經血本身的腥膻氣味，中國人傳統思想向來視女子行經期間的經血為不潔，在行房時「撞紅」是十分晦氣的事，會令男人惡運纏身，例如東漢許慎《說文解字》就指出女性在行經期間，不得參與祭祀。東晉張湛《養生要集》稱：「婦人月事未盡而與交接，既病女人，生子或面上有赤色。」。此外，《黃帝雜禁忌法》認為違反禁忌進行經期性行為的話，會「令人成病，得白駮也。」。另一方面，明朝萬全（公元1499年至公元1582年）也稱：「婦人月事未絕而與之交合，令人虛損，耗散元氣，可不慎也。」。除此之外，明朝著名醫學家李時珍亦指出經血會令男人「損陽生病」。不過從現代醫學角度來說，以上眾多說法都是荒謬無理的。
另一方面，傳統猶太人亦視「撞紅」為禁忌，根據《希伯來聖經‧利未記》記載，女性在行經開始的一星期內，會被視為不潔之身，任何人接觸該女子都被視為不潔。因此傳統猶太人是絕對禁止「經期性行為」的。目前猶太教和伊斯蘭教的經義，都明文禁止「經期性行為」。至於基督徒，他們都相信月經是因為夏娃偷嘗禁果而施加在女人身上，因此認為經血是「不潔」的象徵，亦視「撞紅」為禁忌。這種說法一直在西方民間流行，直到二十世紀科學迅速發展，這個說法才開始式微。英文的月經（the curse）即源自夏娃的天罰

## 关于经期性行为是否有害的说法

### 經期性行為有害論
目前大部分華文健康网站都建議行經期內，男女雙方都不應進行性行為，可能有機會導致不孕，原因歸納如下：
|  | 1. 女士行經期間交合，脫落在子宮腔的內膜碎塊，會隨著女士達到性高潮，被收縮的子宮帶到輸卵管，甚至進入腹腔、盤腔。這些內膜碎塊可能導致子宮內膜異位，引致輸卵管與子宮，盆腔黏連，也可能令卵巢表面變得肥厚，發生血液貯留，既影響排卵，也破壞正常的卵子的發育成長。 2. 容易患上子宮內膜炎、急性附件炎及盆腔腹膜炎：由於經血是病菌繁殖的溫床，行經期間交合，會將陰道口與肛門之間的部位（即外陰及會陰）的病原體帶入陰道、子宮頸甚至子宮。病原體會導致婦女出現發燒和腹痛等病徵。此外，病原體也有機會通過子宮內膜的淋巴管感染盆腔部位（盆腔腹膜炎）。除此之外，病原體亦會同時感染輸卵管及卵巢（急性附件炎），導致輸卵管閉塞，男性精子不能通過。 3. 引致免疫性不育、不孕症：進行經期性行為時，男性精子可能在子宮內破損的地方進入血液，而令女性免疫系統產生抗精子抗體。 |

除了以上原因外，「經期性行為」會令女性子宮粘膜損傷，亦會令女性生殖器官充血，導致經期延長，經血增多。另外婦女在行經期間抵抗力下降，容易因「經期性行為」而感染性傳播疾病（STDs，Sexually Transmitted Diseases）。
不過中國著名科普作家方舟子認為，以上說法只是推測，沒有經過流行病學的統計，可靠性有待商榷。

### 經期性行為無害論
根據半官方機構香港家庭計劃指導會及臺北市政府衛生局保健網的資料，均認為「經期性行為」不會影響男女雙方健康，臺北市政府衛生局的資料更指出，沒有足夠的科學證據證明「經期性行為」會導致子宮內膜異位的產生。
另一方面，根據美國亚利桑那大学發給學生的性教育傳單，表示如果女性性生活健康，沒有患上任何性傳播疾病，不濫交，那麼進行「經期性行為」並沒有問題，純粹出於個人選擇，亦沒理由阻止。
此外，美國《紐約時報》（New York Times）著名性教育專欄作者Dr. Laura Berman （页面存档备份，存于）更認為，女性進行「經期性行為」有性高潮，腦部會釋出一種天然的興奮劑和止痛劑，稱為安多芬（endorphin），可減輕女性經前綜合症（PMS，Premenstrual Syndrome）的不適，包括抽筋、頭痛、輕度抑郁及行經期內引致的煩燥感。她更認為女性在經期內進行性行為，可比平時更容易享受性愛的快感。
除此以外，科普作家方舟子在2011年7月7日的新浪微博表示，經期性行為對男女雙方無害，又認為經期性行為不但不會增加感染妇科病的风险，反而減少子宫内膜异位的風險，提醒多於一個性伴侶的人士，建議使用安全套，這個說法顛覆了中國人傳統對「經期性行為」的看法。

## 懷孕機率
由於人類女性卵子的排卵日，理論上是下次月經到來前的第14日，而人類男性精子的存活期約3至5天，即使男女雙方在行經期間交合，男性精子亦難以存活到等待女性卵巢排卵的日子。加上子宮內膜在女性行經期間剝落，受精卵無法著床，形成胚胎，故此進行「經期性行為」理論上懷孕機率較低。
不過由於很多女性的月經週期並不準確，加上女性排卵時間亦可能受到身體狀況、壓力、疾病等因素而影響，所以純粹以月經前後來計算非受孕期，是不可靠的；加上若女性卵巢在經期性行為期間排出一粒卵子的話，懷孕機會則會大增。因此即使進行經期性行為，也要使用可靠的避孕方法。

## 外部鏈接
- wikiHow - 如何在月經期间做爱